# Balmoral (Nuevo Brunswick)
Balmoral es una parroquia canadiense situada en la provincia de Nuevo Brunswick.

## Superficie
Balmoral tiene una superficie de 1088,01 km².

## Demografía
En 2021, tenía 309 habitantes, una densidad poblacional de 0,3 hab./km², y 131 viviendas.